# Lekong
Lekong is een bestuurslaag in het regentschap Sumbawa van de provincie West-Nusa Tenggara, Indonesië. Lekong telt 2394 inwoners (volkstelling 2010).